# Quart (marine)
Pour les articles homonymes, voir Quart.
 (juin 2016).
Si vous disposez d'ouvrages ou d'articles de référence ou si vous connaissez des sites web de qualité traitant du thème abordé ici, merci de compléter l'article en donnant les références utiles à sa vérifiabilité et en les liant à la section « Notes et références ».
Sur un bateau ou dans l'armée, un quart (Watch en anglais), est la fraction de temps pendant laquelle une équipe est de service ou de faction aux commandes, aux manœuvres, à la veille et la sécurité d'un navire ou à son entretien.   

## Division du temps
Sur un bateau en route en permanence, la nécessité d'assurer une veille constante pour éviter les abordages et surveiller la météo a toujours imposé à l'équipage de se répartir les tâches. 
Une journée est souvent découpée en 6 quarts (périodes de quatre heures) par tranche de 24 h :
- 0-4 h du matin ;
- 4-8 h du matin ;
- 8 h-midi ;
- 12-16 h ;
- 16-20 h ;
- 20 h-minuit.

Ces quarts ont ensuite désigné pour chaque personne sa partie de travail (je vais prendre mon quart). Au temps de la marine à voile, les équipages étaient répartis en deux quarts, celui de bâbord (les bâbordais) et celui de tribord (les tribordais) afin de les différencier aisément, sous la direction d'un chef de bordée ou chef de quart.
Les durées et nombres de "quarts" dans la marine moderne sont très variables en fonction de la taille de l'équipage et du type de navire. Lorsqu'un quart est de repos on parle de "quart en bas".

## Dans laMarine nationale (France)
La journée de 24 heure est fractionnée en 7 quart de manière à ce que ce ne soit pas le même tiers qui effectue le même quart (ce qui serait le cas si la journée avait été découpée en 6 quarts de 4 heures. 
Par exemple :
- le quart 08h à 12h : 3ème tiers
- le quart 12h à 15h : 1er tiers
- le quart 15h à 18h : 2ème tiers
- le quart 18h à 20h : 3ème tiers
- le quart  20h à 24h : 1er tiers
- le quart  00h à 04h ;:2ème tiers
- le quart 04h à 08h ;: 3ème tiers.

Et ainsi de suite les jours suivants...

## Règlement et usages

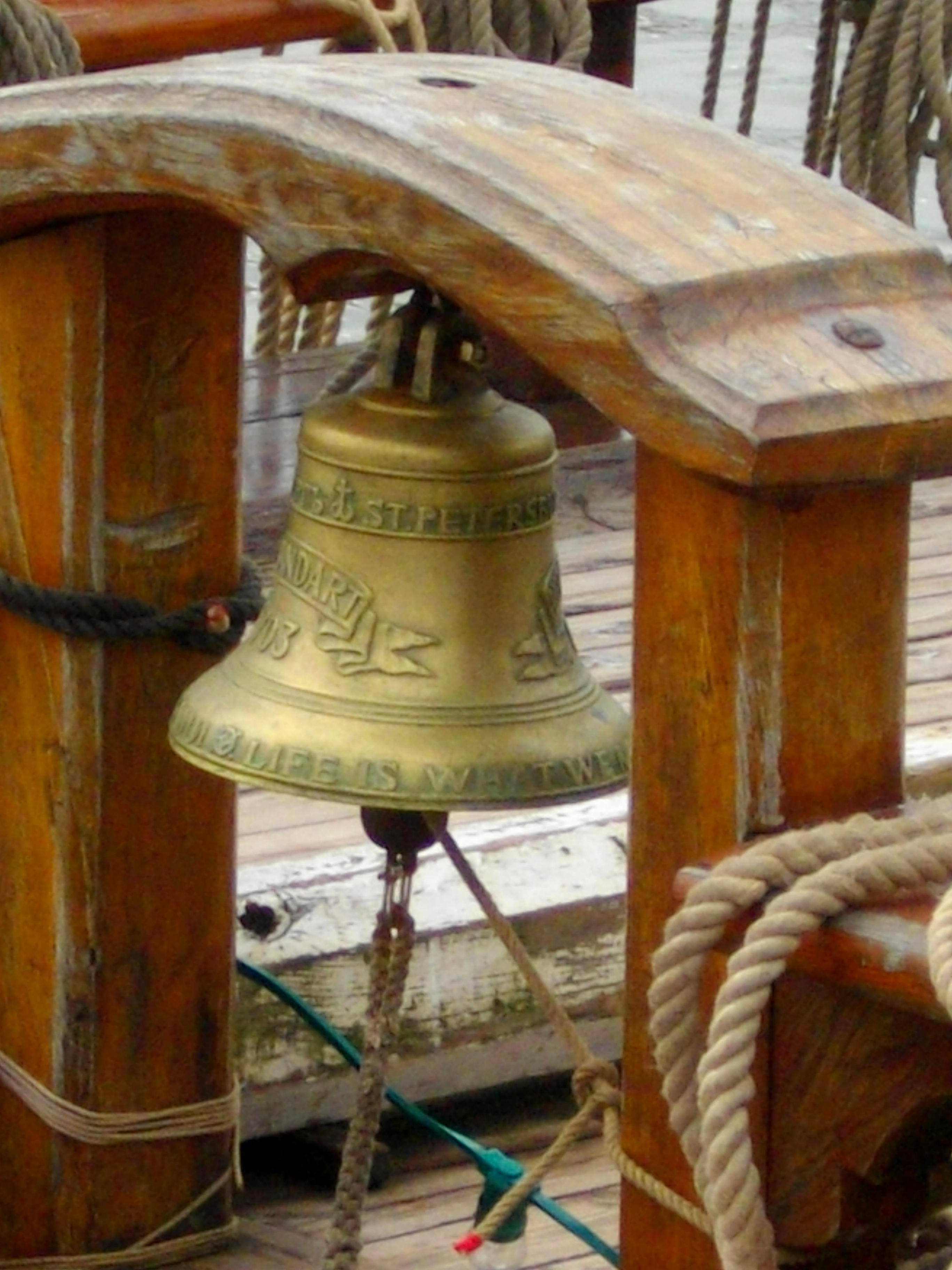
La Cloche de quart de la frégate russe Shtandart (« L'Étendard »).

Le règlement international pour prévenir les abordages en mer énonce clairement l'exigence du quart dans la règle 5 : Tout navire doit en permanence assurer une veille visuelle et auditive appropriée, en utilisant également tous les moyens disponibles qui sont adaptés aux circonstances et conditions existantes, de manière à permettre une pleine appréciation de la situation et du risque d'abordage. On peut noter que des courses de plusieurs jours en solitaire du type Vendée Globe, Route du Rhum sont pourtant organisées malgré l'évidente contradiction à la règle. Les courses sont tolérées par les autorités.

### Changement de quart
Détails d'une passation de quart typique sur un navire.
- Situation de la navigation

1. Position sur la carte
2. Cap, vitesse, tirant d'eau
3. Marée, courant, météo, visibilité
4. Allure moteur
5. Routes à suivre pendant le prochain quart
6. Navires et amers en vue (situation)

- Variation compas gyroscopique - compas magnétique
- Situation radar
- Situation des communications satcom B/C
- Situation sécurité/ sûreté
- Ordres particuliers du commandant

### Cloche de quart: tradition de la marine à voile
La cloche de quart est l'une des pièces les plus symboliques de la marine à voile. Elle rythmait la vie à bord des navires toutes les demi-heures jour et nuit, un coup par demi-heure, deux coups brefs par heure, à chaque demi-heure un sablier était retourné pour mesurer le temps :
- Première demi-heure du quart : 1 coup
- Première heure du quart : 2 coups brefs
- 1 h et demi : 2 coups brefs + 1 coup
- 2 h : 2 coups brefs + 2 coups brefs
- 2 h et demi : 2 coups brefs + 2 coups brefs + 1 coup
- 3 h : 2 coups brefs + 2 coups brefs + 2 coups brefs
- 3 h et demi : 2 coups brefs + 2 coups brefs + 2 coups brefs + 1 coup
- 4 h : 2 coups brefs + 2 coups brefs + 2 coups brefs + 2 coups brefs.

Ce signal annonçait le changement de quart, et le cycle de sonneries reprenait.

### Renard: tradition de la marine à voile
Pour la marine à voile ancienne, un plateau de bois appelé renard était un mémorandum qui permettait à l'homme de quart ou le timonier de noter pour chaque demi-heure les conditions de navigation.